# Otilia Bădescu
Otilia Bădescu (née le 31 octobre 1970 à Bucarest) est une joueuse de tennis de table roumaine sacrée championne d'Europe en 2003.
Elle devient championne de Roumanie dès l'âge de 15 ans en 1985 et conserve son titre en 1986, 1987 et 1989. Elle a aussi été sacrée 5 fois championne de Roumanie en double en 1984, 1985, 1987, 1988, 1989.
En 1984, elle devient championne d'Europe junior. 
De 1985 à 2005 elle participe à 12 championnats du monde. Elle atteint les 1/2 finales en simple en 1993. 
Elle remporte le Top 12 européen de tennis de table en 1995.
Elle a participé à 9 championnats d'Europe. Après avoir obtenu l'argent en 1988, elle parvient à gagner le titre en 2003.
Elle a évolué dans le championnat allemand (Bundesliga).